# Charlie Hall
Charlie Hall, född den 19 augusti 1899 i Birmingham, död den 7 december 1959 i North Hollywood, var en brittisk-amerikansk skådespelare och komiker, främst ihågkommen som den flitigast förekommande motspelaren i Helan och Halvans filmer för Hal Roach.

## Biografi
Hall var ursprungligen snickare liksom sin far men började i tonåren uppträda inom vaudeville och kom att knytas till managern Fred Karnos trupp, till vilken även kända namn som Charlie Chaplin och Stan Laurel ("Halvan") hört. Till skillnad från dessa turnerade dock inte Hall med Karnotruppen utomlands utan endast lokalt i England. Hall hade dock en syster som flyttat till Newark, New Jersey och när han 1920 åkte för att besöka henne i blev han kvar i USA. Han livnärde sig först som scenarbetare, men uppmuntrad av komikern Bobby Dunn återupptog han snart agerandet. Det skall också ha varit Dunn som hjälpte till att ordna Halls filmdebut för Mack Sennett.
Från 1923 började Hall dyka upp i småroller i producenten Hal Roachs filmer, däribland flera med hans landsman Stan Laurel i huvudrollerna. De båda engelsmännen blev goda vänner, och från det att Laurel och Oliver Hardy 1927 blivit "Helan och Halvan" så kom Hall att bli den aktör som medverkade i det största antalet av duons filmer: omkring 50 stycken mellan 1927 och 1940. Hans insatser spänner därvid över allt från rena statistroller till att vara komikerparets huvudmotspelare. Liksom James Finlayson fick han ofta spela Helans och Halvans "fiende", däribland i tre filmer som deras otrevlige hyresvärd (Lev livet leende 1928, They go boom 1929 och Störd husfrid 1931). Sina största roller mot duon hade han som svartsjuk äkta make till Mae Busch i Hälsokuren (1934) och dess uppföljare, den oscarsnominerade Öga för öga (1935).
Utöver hos Helan och Halvan medverkade Hall under sin tid hos Hal Roach även i ett stort antal andra kortfilmer, bland annat med Charley Chase, Edgar Kennedy, Thelma Todd, Patsy Kelly och barnensemblen Rackarungar (Our gang). Parallellt hade han också mindre roller i vanliga långfilmer som exempelvis Fred Astaires Dansen går (1936) och Får jag lov? (1937).
Efter sin sista film med Helan och Halvan (Raska sjömän, hallå!, 1940) gjorde Hall även mindre roller i ett antal filmer med en annan komikerduo, Abbott och Costello, och medverkade även i duons TV-serie The Abbott and Costello Show (1953). Generellt blev det dock allt glesare mellan hans filmroller under 1940- och 1950-talen. Sin sista filmroll gjorde han 1956. Han hade då medverkat i mer än 270 filmer.
Hall var kortvuxen - endast 164 centimeter lång - och gick hos Hal Roach under smeknamnet "The little menace".  
I modern tid har Hall fått en pub i sin gamla hemstad Birmingham uppkallad efter sig: "The Charlie Hall".

## Filmografi (i urval)
- 1927 – Love 'Em and Weep
- 1927 – With Love and Hisses
- 1927 – Kopparslagare
- 1927 – Stor-Slam och Lill-Slam
- 1927 – Här skall fajtas
- 1928 – Lev livet leende
- 1928 – Muntra musikanter
- 1928 – Trötta miljonärer
- 1928 – Helan och Halvan som bildrullar
- 1929 – Pippi i kvadrat
- 1929 – Helan och Halvan som nygifta
- 1929 – Affär är affär
- 1929 – Hjärtligt välkomna
- 1929 – Helan och Halvan i sovkupé
- 1929 – Sjöcharmörerna
- 1929 – They Go Boom!
- 1929 – Helan och Halvan i stämning
- 1929 – Helan och Halvan på straffarbete
- 1929 – Angora Love
- 1930 – Festprissar
- 1930 – Helan och Halvan som gatans trubadurer
- 1931 – Klubbmiddag
- 1931 – Störd husfrid
- 1931 – In igen och ut igen!
- 1931 – Objudna gäster
- 1931 – Alla tiders hjältar
- 1931 – On the Loose
- 1932 – Två käcka sjömän
- 1932 – Pianoexpressen
- 1932 – Här vilar inga lessamheter
- 1933 – Helan och Halvan som svågrar
- 1933 – Helan och Halvans giftermålsbekymmer
- 1933 – Prilliga patrullen
- 1933 – Helan och Halvan som snickare
- 1933 – Följ med oss till Honolulu
- 1934 – Hälsokuren
- 1934 – Det var två glada gesäller
- 1934 – Med spöken i lasten
- 1935 – Öga för öga
- 1935 – Kavata kumpaner
- 1935 – I kronans kläder
- 1936 – Zigenarflickan (endast röst)
- 1936 – Bröder i kvadrat
- 1937 – Stjärna sökes
- 1940 – Skandal i Oxford
- 1940 – Raska sjömän, hallå![3]